# Regno de gli Slavi

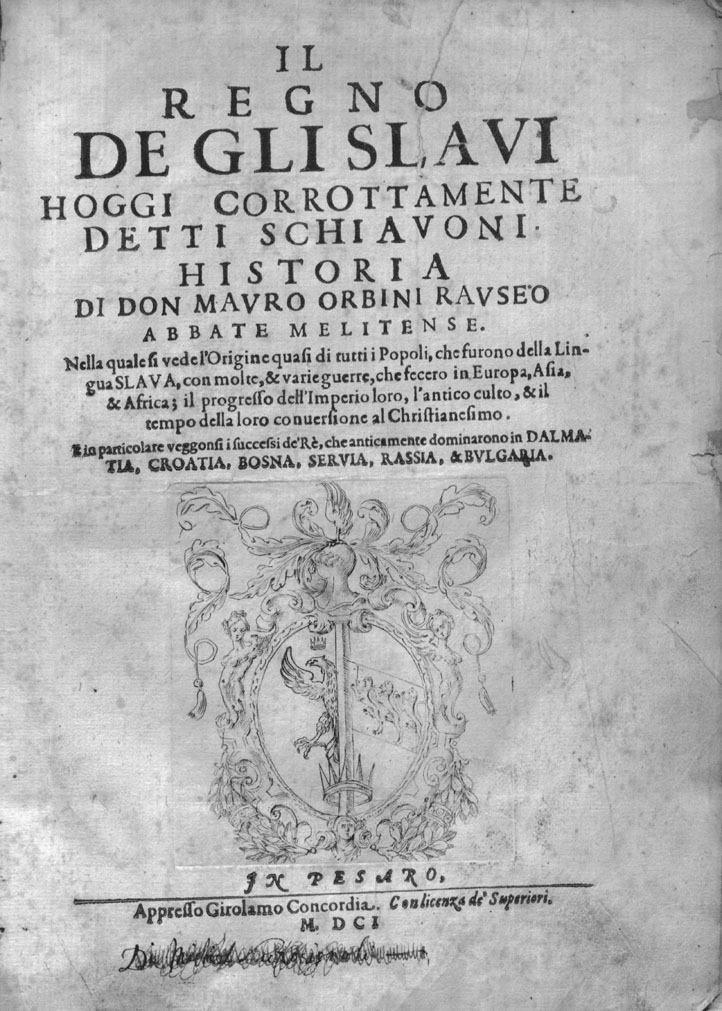
Regno de gli Slavi; Pesaro, 1601.

Regno de gli Slavi oder Königreich der Slawen ist ein historisches Werk, das eine große Rolle in der Geschichtsschreibung der Slawen und insbesondere der Südslawen spielte. Wegen der Verwendung christlich-orthodoxer und protestantischer Quellen landete das Buch 1603 auf dem Index librorum prohibitorum.
Sein Autor ist der Benediktinermönch Mavro Orbini. Es repräsentiert eine idealisierte und ruhmreiche Vergangenheit der Slawen am Ende des 16. Jahrhunderts nach dem Tod von Selim II. In dieser Zeit in der Geschichte des Osmanischen Reiches begann während des Langen Türkenkriegs eine ernsthafte Konfrontation zwischen dem Cantacuzino (Familie) und dem venezianischen Valide Sultan.
Die erste Aufgabe von Peter dem Großen, nachdem er sich am 22. Oktober 1721 zum Kaiser erklärt hatte, bestand darin, eine Übersetzung des Buches ins Russische zu bestellen. Es wird angenommen, dass dieses Buch eine wichtige Rolle bei der Entstehung des Panslavismus im 19. Jahrhundert gespielt hat.